# Tony Award du meilleur second rôle féminin dans une comédie musicale

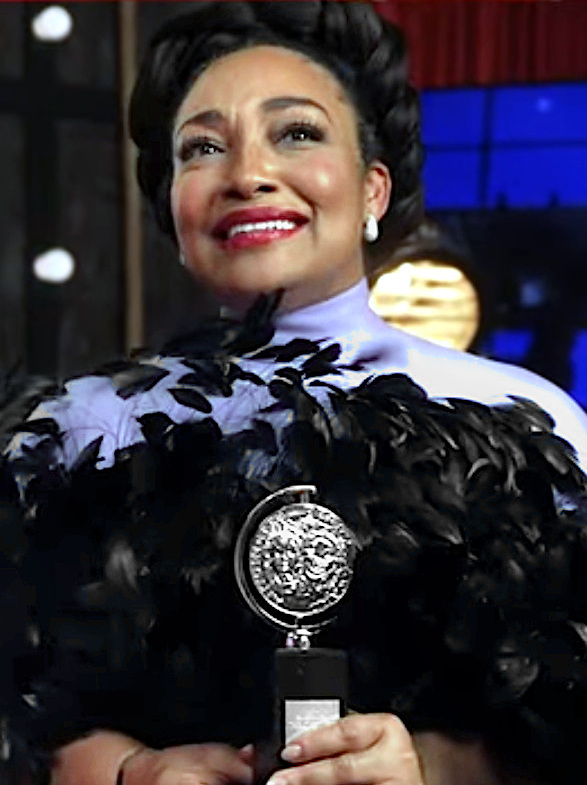
Natalie Venetia Belcon à la 78ème cérémonie des Tony Awards en 2025.

Le Tony Award du meilleur second rôle féminin dans une comédie musicale (Tony Award for Best Featured Actress in a Musical) est un prix décerné depuis 1950 lors de la cérémonie des Tony Awards. Il met à l'honneur une actrice de comédie musicale ayant un rôle secondaire, en complément du prix Tony Award de la meilleure actrice dans une comédie musicale. Le prix se décline dans la catégorie Tony Award du meilleur second rôle féminin dans une pièce.
Bien que le prix soit décerné depuis 1950, la liste complète des nommés n'est annoncée publiquement que depuis 1956.

## Lauréats et nommés

### Années 1950
| Année                              | Actrice              | Comédie musicale   | Rôle |
| ---------------------------------- | -------------------- | ------------------ | ---- |
| 1950 4e cérémonie des Tony Awards  |                      |                    |      |
| Juanita Hall                       | South Pacific        | Bloody Mary        |      |
| 1951 5e cérémonie des Tony Awards  |                      |                    |      |
| Isabel Bigley                      | Guys and Dolls       | Sarah Brown        |      |
| 1952 6e cérémonie des Tony Awards  |                      |                    |      |
| Helen Gallagher                    | Pal Joey             | Gladys Bumps       |      |
| 1953 7e cérémonie des Tony Awards  |                      |                    |      |
| Sheila Bond                        | Wish You Were Here   | Fay Fromkin        |      |
| 1954 8e cérémonie des Tony Awards  |                      |                    |      |
| Gwen Verdon                        | Can-Can              | Claudine           |      |
| 1955 9e cérémonie des Tony Awards  |                      |                    |      |
| Carol Haney                        | The Pajama Game      | Gladys Hotchkiss   |      |
| 1956 10e cérémonie des Tony Awards |                      |                    |      |
| Lotte Lenya                        | The Threepenny Opera | Jenny              |      |
| Rae Allen                          | Damn Yankees         | Gloria Thorpe      |      |
| Pat Carroll                        | Catch a Star         | Plusieurs rôles    |      |
| Judy Tyler                         | Pipe Dream           | Suzy               |      |
| 1957 11e cérémonie des Tony Awards |                      |                    |      |
| Edie Adams                         | Lil' Abner           | Daisy Mae          |      |
| Virginia Gibson                    | Happy Hunting        | Beth Livingstone   |      |
| Irra Petina                        | Candide              | La vieille dame    |      |
| Jo Sullivan Loesser                | The Most Happy Fella | Rosabella          |      |
| 1958 12e cérémonie des Tony Awards |                      |                    |      |
| Barbara Cook                       | The Music Man        | Marian Paroo       |      |
| Susan Johnson                      | Oh, Captain!         | Mae                |      |
| Carol Lawrence                     | West Side Story      | Maria              |      |
| Jackie McKeever                    | Oh, Captain!         | Mrs. Maud St.James |      |
| Josephine Premice                  | Jamaica              | Ginger             |      |
| 1959 13e cérémonie des Tony Awards |                      |                    |      |
| Pat Stanley                        | Goldilocks           | Lois Lee           |      |
| Julienne Marie                     | Whoop-Up             | Mary Champlain     |      |

### Années 1960
| Année | Actrice                                        | Comédie musicale                            | Rôle |
| --- | ---------------------------------------------- | ------------------------------------------- | ---- |
| 1960 14e cérémonie des Tony Awards                                                                                  |                                                |                                             |      |
| Patricia Neway | The Sound of Music                             | Mother Abbess                               |      |
| Sandra Church | Gypsy                                          | Louise                                      |      |
| Pert Kelton | Greenwillow                                    | Gramma Briggs                               |      |
| Lauri Peters ainsi que Kathy Dunn, Evanna Lien, Mary Susan Locke, Marilyn Robers, William Snowden et Joseph Stewart | The Sound of Music                             | Liesl von Trapp et six autres enfants Trapp |      |
| 1961 15e cérémonie des Tony Awards                                                                                  |                                                |                                             |      |
| Tammy Grimes | The Unsinkable Molly Brown                     | Molly Tobin                                 |      |
| Nancy Dussault | Do Re Mi                                       | Tilda Mullen                                |      |
| Chita Rivera | Bye Bye Birdie                                 | Rosie Alvarez                               |      |
| 1962 16e cérémonie des Tony Awards                                                                                  |                                                |                                             |      |
| Phyllis Newman | Subways Are for Sleeping                       | Martha Vail                                 |      |
| Elizabeth Allen | The Gay Life                                   | Magda                                       |      |
| Barbara Harris | From the Second City                           | Plusieurs rôles                             |      |
| Barbra Streisand | I Can Get It for You Wholesale                 | Miss Marmelstein                            |      |
| 1963 17e cérémonie des Tony Awards                                                                                  |                                                |                                             |      |
| Anna Quayle | Stop the World – I Want to Get Off             | Evie / Anya / Ilse / Ginnie                 |      |
| Ruth Kobart | A Funny Thing Happened on the Way to the Forum | Domina                                      |      |
| Virginia Martin | Little Me                                      | Young Belle Poitrine                        |      |
| Louise Troy | Tovarich                                       | Natalia Mayovskaya                          |      |
| 1964 18e cérémonie des Tony Awards                                                                                  |                                                |                                             |      |
| Tessie O'Shea | The Girl Who Came to Supper                    | Ada Cockle                                  |      |
| Julienne Marie | Foxy                                           | Celia                                       |      |
| Kay Medford | Funny Girl                                     | Rose Brice                                  |      |
| Louise Troy | High Spirits                                   | Ruth Condomine                              |      |
| 1965 19e cérémonie des Tony Awards                                                                                  |                                                |                                             |      |
| Maria Karnilova | Fiddler on the Roof                            | Golde                                       |      |
| Luba Lisa | I Had a Ball                                   | Addie                                       |      |
| Carrie Nye | Half a Sixpence                                | Helen Walsingham                            |      |
| Barbara Windsor | Oh, What a Lovely War!                         | Plusieurs rôles                             |      |
| 1966 20e cérémonie des Tony Awards                                                                                  |                                                |                                             |      |
| Bea Arthur | Mame                                           | Vera Charles                                |      |
| Helen Gallagher | Sweet Charity                                  | Nickie                                      |      |
| Patricia Marand | It's a Bird... It's a Plane... It's Superman   | Lois Lane                                   |      |
| Charlotte Rae | Pickwick                                       | Mrs. Bardell                                |      |
| 1967 21e cérémonie des Tony Awards                                                                                  |                                                |                                             |      |
| Peg Murray | Cabaret                                        | Fraulein Kost                               |      |
| Leland Palmer | A Joyful Noise                                 | Miss Jimmie                                 |      |
| Josephine Premice                                                                                                   | A Hand Is on the Gate                          | Plusieurs rôles                             |      |
| Susan Watson | A Joyful Noise                                 | Jenny Lee                                   |      |
| 1968 22e cérémonie des Tony Awards                                                                                  |                                                |                                             |      |
| Lillian Hayman | Hallelujah, Baby!                              | Momma                                       |      |
| Geula Gill | The Grand Music Hall of Israel                 | Plusieurs rôles                             |      |
| Julie Gregg | The Happy Time                                 | Laurie Mannon                               |      |
| Alice Playten | Henry, Sweet Henry                             | Lillian 'Lili' Kafritz                      |      |
| 1969 23e cérémonie des Tony Awards                                                                                  |                                                |                                             |      |
| Marian Mercer | Promises, Promises                             | Marge MacDougall                            |      |
| Sandy Duncan | Canterbury Tales                               | Molly / Allison / May / The Sweetheart      |      |
| Lorraine Serabian                                                                                                   | Zorba                                          | Leader                                      |      |
| Virginia Vestoff | 1776                                           | Abigail Adams                               |      |

### Années 1970
| Année                              | Actrice                               | Comédie musicale             | Rôle |
| ---------------------------------- | ------------------------------------- | ---------------------------- | ---- |
| 1970 24e cérémonie des Tony Awards |                                       |                              |      |
| Melba Moore                        | Purlie                                | Lutiebell Gussie Mae Jenkins |      |
| Bonnie Franklin                    | Applause                              | Bonnie the Gypsy             |      |
| Penny Fuller                       | Applause                              | Eve Harrington               |      |
| Melissa Hart                       | Georgy                                | Meredith                     |      |
| 1971 25e cérémonie des Tony Awards |                                       |                              |      |
| Patsy Kelly                        | No, No, Nanette                       | Pauline                      |      |
| Barbara Barrie                     | Company                               | Sarah                        |      |
| Pamela Myers                       | Company                               | Marta                        |      |
| 1972 26e cérémonie des Tony Awards |                                       |                              |      |
| Linda Hopkins                      | Inner City                            | Plusieurs rôles              |      |
| Adrienne Barbeau                   | Grease                                | Betty Rizzo                  |      |
| Bernadette Peters                  | On the Town                           | Hildy Esterhazy              |      |
| Beatrice Winde                     | Ain't Supposed to Die a Natural Death | Plusieurs rôles              |      |
| 1973 27e cérémonie des Tony Awards |                                       |                              |      |
| Patricia Elliott                   | A Little Night Music                  | Countess Charlotte Malcolm   |      |
| Hermione Gingold                   | A Little Night Music                  | Madame Armfeldt              |      |
| Patsy Kelly                        | Irene                                 | Mrs. O'Dare                  |      |
| Irene Ryan                         | Pippin                                | Berthe                       |      |
| 1974 28e cérémonie des Tony Awards |                                       |                              |      |
| Janie Sell                         | Over Here!                            | Mitzi                        |      |
| Leigh Beery                        | Cyrano                                | Roxane                       |      |
| Maureen Brennan                    | Candide                               | Cunégonde                    |      |
| June Gable                         | Candide                               | La vieille dame              |      |
| Ernestine Jackson                  | Raisin                                | Ruth Younger                 |      |
| 1975 29e cérémonie des Tony Awards |                                       |                              |      |
| Dee Dee Bridgewater                | The Wiz                               | Glinda                       |      |
| Susan Browning                     | Goodtime Charley                      | Agnès Sorel                  |      |
| Zan Charisse                       | Gypsy                                 | Louise                       |      |
| Taina Elg                          | Where's Charley?                      | Donna Lucia D'Alvadorez      |      |
| Kelly Garrett                      | The Night That Made America Famous    | Plusieurs rôles              |      |
| Donna Theodore                     | Shenandoah                            | Ann Anderson                 |      |
| 1976 30e cérémonie des Tony Awards |                                       |                              |      |
| Kelly Bishop                       | A Chorus Line                         | Sheila Bryant                |      |
| Priscilla Lopez                    | A Chorus Line                         | Diana Morales                |      |
| Patti LuPone                       | The Robber Bridegroom                 | Rosamund Musgrove            |      |
| Virginia Seidel                    | Very Good Eddie                       | Elsie Darling                |      |
| 1977 31e cérémonie des Tony Awards |                                       |                              |      |
| Delores Hall                       | Your Arms Too Short to Box with God   | Plusieurs rôles              |      |
| Ellen Greene                       | The Threepenny Opera                  | Jenny                        |      |
| Millicent Martin                   | Side by Side by Sondheim              | Plusieurs rôles              |      |
| Julia McKenzie                     | Side by Side by Sondheim              | Plusieurs rôles              |      |
| 1978 32e cérémonie des Tony Awards |                                       |                              |      |
| Nell Carter                        | Ain't Misbehavin'                     | Nell                         |      |
| Imogene Coca                       | On the Twentieth Century              | Letitia Primrose             |      |
| Ann Reinking                       | Dancin'                               | Plusieurs rôles              |      |
| Charlayne Woodard                  | Ain't Misbehavin'                     | Charlayne                    |      |
| 1979 33e cérémonie des Tony Awards |                                       |                              |      |
| Carlin Glynn                       | The Best Little Whorehouse in Texas   | Mona Stangley                |      |
| Joan Ellis                         | The Best Little Whorehouse in Texas   | Shy                          |      |
| Millicent Martin                   | King of Hearts                        | Madame Madeleine             |      |
| Maxine Sullivan                    | My Old Friends                        | Mrs. Cooper                  |      |

### Années 1980
| Année                              | Actrice                                      | Comédie musicale                              | Rôle |
| ---------------------------------- | -------------------------------------------- | --------------------------------------------- | ---- |
| 1980 34e cérémonie des Tony Awards |                                              |                                               |      |
| Priscilla Lopez                    | A Day in Hollywood / A Night in the Ukraine  | Gino / Usherette                              |      |
| Debbie Allen                       | West Side Story                              | Anita                                         |      |
| Glenn Close                        | Barnum                                       | Charity 'Chairy' Barnum                       |      |
| Josie de Guzman                    | West Side Story                              | Maria                                         |      |
| 1981 35e cérémonie des Tony Awards |                                              |                                               |      |
| Marilyn Cooper                     | Woman of the Year                            | Jan Donovan                                   |      |
| Phyllis Hyman                      | Sophisticated Ladies                         | Plusieurs rôles                               |      |
| Wanda Richert                      | 42nd Street                                  | Peggy Sawyer                                  |      |
| Lynne Thigpen                      | Tintypes                                     | Sussanah                                      |      |
| 1982 36e cérémonie des Tony Awards |                                              |                                               |      |
| Liliane Montevecchi                | Nine                                         | Liliane La Fleur                              |      |
| Karen Akers                        | Nine                                         | Luisa Contini                                 |      |
| Laurie Beechman                    | Joseph and the Amazing Technicolor Dreamcoat | The Narrator                                  |      |
| Anita Morris                       | Nine                                         | Carla Albanese                                |      |
| 1983 37e cérémonie des Tony Awards |                                              |                                               |      |
| Betty Buckley                      | Cats                                         | Grizabella                                    |      |
| Christine Andreas                  | On Your Toes                                 | Frankie Frayne                                |      |
| Karla Burns                        | Show Boat                                    | Queenie                                       |      |
| Denny Dillon                       | My One and Only                              | Mickey                                        |      |
| 1984 38e cérémonie des Tony Awards |                                              |                                               |      |
| Lila Kedrova                       | Zorba                                        | Madame Hortense                               |      |
| Martine Allard                     | The Tap Dance Kid                            | Emma                                          |      |
| Liz Callaway                       | Baby                                         | Lizzie Fields                                 |      |
| Dana Ivey                          | Sunday in the Park with George               | Yvonne / Naomi Eisen                          |      |
| 1985 39e cérémonie des Tony Awards |                                              |                                               |      |
| Leilani Jones                      | Grind                                        | Satin                                         |      |
| Evalyn Baron                       | Quilters                                     | Daughter of the Frontier                      |      |
| Mary Beth Peil                     | The King and I                               | Anna Leonowens                                |      |
| Lenka Peterson                     | Quilters                                     | Sarah                                         |      |
| 1986 40e cérémonie des Tony Awards |                                              |                                               |      |
| Bebe Neuwirth                      | Sweet Charity                                | Nickie                                        |      |
| Patti Cohenour                     | The Mystery of Edwin Drood                   | Rosa Bud / Deirdre Peregrine                  |      |
| Jana Schneider                     | The Mystery of Edwin Drood                   | Helena Landless / Janet Conover               |      |
| Elisabeth Welch                    | Jerome Kern Goes to Hollywood                | Plusieurs rôles                               |      |
| 1987 41e cérémonie des Tony Awards |                                              |                                               |      |
| Frances Ruffelle                   | Les Misérables                               | Éponine                                       |      |
| Jane Connell                       | Me and My Girl                               | Duchess Maria                                 |      |
| Judy Kuhn                          | Les Misérables                               | Cosette                                       |      |
| Jane Summerhays                    | Me and My Girl                               | Jaqueline 'Jackie' Carstone                   |      |
| 1988 42e cérémonie des Tony Awards |                                              |                                               |      |
| Judy Kaye                          | The Phantom of the Opera                     | Carlotta Guidicelli                           |      |
| Leleti Khumalo                     | Sarafina!                                    | Sarafina                                      |      |
| Alyson Reed                        | Cabaret                                      | Sally Bowles                                  |      |
| Regina Resnik                      | Cabaret                                      | Fraulein Schneider                            |      |
| 1989 43e cérémonie des Tony Awards |                                              |                                               |      |
| Debbie Gravitte                    | Jerome Robbins' Broadway                     | Hildy Esterhazy / Mazeppa / Rosalia / Company |      |
| Jane Lanier                        | Jerome Robbins' Broadway                     | Plusieurs rôles                               |      |
| Faith Prince                       | Jerome Robbins' Broadway                     | Ma / Tessie / Company                         |      |
| Julie Wilson                       | Legs Diamond                                 | Flo                                           |      |

### Années 1990
| Année                              | Actrice                                   | Comédie musicale          | Rôle |
| ---------------------------------- | ----------------------------------------- | ------------------------- | ---- |
| 1990 44e cérémonie des Tony Awards |                                           |                           |      |
| Randy Graff                        | City of Angels                            | Oolie / Donna             |      |
| Jane Krakowski                     | Grand Hotel                               | Freida Flamm / Flaemmchen |      |
| Kathleen Rowe McAllen              | Aspects of Love                           | Giulietta Trapani         |      |
| Crista Moore                       | Gypsy                                     | Louise                    |      |
| 1991 45e cérémonie des Tony Awards |                                           |                           |      |
| Daisy Eagan                        | The Secret Garden                         | Mary Lennox               |      |
| Alison Fraser                      | The Secret Garden                         | Martha Sowerby            |      |
| Cady Huffman                       | The Will Rogers Follies                   | Favorite de Ziegfeld      |      |
| LaChanze                           | Once on This Island                       | Ti Moune                  |      |
| 1992 46e cérémonie des Tony Awards |                                           |                           |      |
| Tonya Pinkins                      | Jelly's Last Jam                          | Anita                     |      |
| Liz Larsen                         | The Most Happy Fella                      | Cleo                      |      |
| Vivian Reed                        | The High Rollers Social and Pleasure Club | Enchantress               |      |
| Barbara Walsh                      | Falsettos                                 | Trina                     |      |
| 1993 47e cérémonie des Tony Awards |                                           |                           |      |
| Andrea Martin                      | My Favorite Year                          | Alice Miller              |      |
| Marcia Mitzman Gaven               | The Who's Tommy                           | Nora Walker               |      |
| Jan Graveson                       | Blood Brothers                            | Linda                     |      |
| Lainie Kazan                       | My Favorite Year                          | Belle Carroca             |      |
| 1994 48e cérémonie des Tony Awards |                                           |                           |      |
| Audra McDonald                     | Carousel                                  | Carrie Pipperidge         |      |
| Marcia Lewis                       | Grease                                    | Miss Lynch                |      |
| Sally Mayes                        | She Loves Me                              | Ilona Ritter              |      |
| Marin Mazzie                       | Passion                                   | Clara                     |      |
| 1995 49e cérémonie des Tony Awards |                                           |                           |      |
| Gretha Boston                      | Show Boat                                 | Queenie                   |      |
| Brenda Braxton                     | Smokey Joe's Cafe                         | Plusieurs rôles           |      |
| B.J. Crosby                        | Smokey Joe's Cafe                         | Plusieurs rôles           |      |
| DeLee Lively                       | Smokey Joe's Cafe                         | Plusieurs rôles           |      |
| 1996 50e cérémonie des Tony Awards |                                           |                           |      |
| Ann Duquesnay                      | Bring in 'da Noise, Bring in 'da Funk     | 'da Singer / La Chanteuse |      |
| Joohee Choi                        | The King and I                            | Tuptim                    |      |
| Veanne Cox                         | Company                                   | Amy                       |      |
| Idina Menzel                       | Rent                                      | Maureen Johnson           |      |
| 1997 51e cérémonie des Tony Awards |                                           |                           |      |
| Lillias White                      | The Life                                  | Sonja                     |      |
| Marcia Lewis                       | Chicago                                   | Matron Mama Morton        |      |
| Andrea Martin                      | Candide                                   | La vieille dame           |      |
| Debra Monk                         | Steel Pier                                | Shelby Stevens            |      |
| 1998 52e cérémonie des Tony Awards |                                           |                           |      |
| Audra McDonald                     | Ragtime                                   | Sarah                     |      |
| Anna Kendrick                      | High Society                              | Dinah Lord                |      |
| Tsidii Le Loka                     | The Lion King                             | Rafiki                    |      |
| Mary Louise Wilson                 | Cabaret                                   | Fraulein Schneider        |      |
| 1999 53e cérémonie des Tony Awards |                                           |                           |      |
| Kristin Chenoweth                  | You're a Good Man, Charlie Brown          | Sally Brown               |      |
| Gretha Boston                      | It Ain't Nothin' But the Blues            | Plusieurs rôles           |      |
| Valarie Pettiford                  | Fosse                                     | Plusieurs rôles           |      |
| Mary Testa                         | On the Town                               | Madame Maude P. Dilly     |      |

### Années 2000
| Année                              | Actrice                                    | Comédie musicale                          | Rôle |
| ---------------------------------- | ------------------------------------------ | ----------------------------------------- | ---- |
| 2000 54e cérémonie des Tony Awards |                                            |                                           |      |
| Karen Ziemba                       | Contact                                    | Wife                                      |      |
| Laura Benanti                      | Swing!                                     | Plusieurs rôles                           |      |
| Ann Hampton Callaway               | Swing!                                     | Plusieurs rôles                           |      |
| Eartha Kitt                        | The Wild Party                             | Dolores                                   |      |
| Deborah Yates                      | Contact                                    | Fille en robe jaune / Gina Minetti        |      |
| 2001 55e cérémonie des Tony Awards |                                            |                                           |      |
| Cady Huffman                       | The Producers                              | Ulla                                      |      |
| Polly Bergen                       | Follies                                    | Carlotta Campion                          |      |
| Kathleen Freeman                   | The Full Monty                             | Jeanette Burmeister                       |      |
| Kate Levering                      | 42nd Street                                | Peggy Sawyer                              |      |
| Mary Testa                         | 42nd Street                                | Maggie Jones                              |      |
| 2002 56e cérémonie des Tony Awards |                                            |                                           |      |
| Harriet Sansom Harris              | Thoroughly Modern Millie                   | Mrs. Meers                                |      |
| Laura Benanti                      | Into the Woods                             | Cendrillon                                |      |
| Spencer Kayden                     | Urinetown                                  | Little Sally                              |      |
| Judy Kaye                          | Mamma Mia !                                | Rosie Mulligan                            |      |
| Andrea Martin                      | Oklahoma!                                  | Aunt Eller                                |      |
| 2003 57e cérémonie des Tony Awards |                                            |                                           |      |
| Jane Krakowski                     | Nine                                       | Carla Albanese                            |      |
| Tammy Blanchard                    | Gypsy                                      | Louise                                    |      |
| Mary Stuart Masterson              | Nine                                       | Luisa Contini                             |      |
| Chita Rivera                       | Nine                                       | Liliane La Fleur                          |      |
| Ashley Tuttle                      | Movin' Out                                 | Judy                                      |      |
| 2004 58e cérémonie des Tony Awards |                                            |                                           |      |
| Anika Noni Rose                    | Caroline, or Change                        | Emmie Thibodeaux                          |      |
| Beth Fowler                        | The Boy from Oz                            | Marion Woolnough                          |      |
| Isabel Keating                     | The Boy from Oz                            | Judy Garland                              |      |
| Jennifer Westfeldt                 | Wonderful Town                             | Eileen Sherwood                           |      |
| Karen Ziemba                       | Never Gonna Dance                          | Mabel Pritt                               |      |
| 2005 59e cérémonie des Tony Awards |                                            |                                           |      |
| Sara Ramirez                       | Spamalot                                   | Fée Viviane                               |      |
| Joanna Gleason                     | Dirty Rotten Scoundrels                    | Muriel Eubanks                            |      |
| Celia Keenan-Bolger                | The 25th Annual Putnam County Spelling Bee | Olive Ostrovsky                           |      |
| Jan Maxwell                        | Chitty Chitty Bang Bang                    | Baroness Bomburst                         |      |
| Kelli O'Hara                       | The Light in the Piazza                    | Clara Johnson                             |      |
| 2006 60e cérémonie des Tony Awards |                                            |                                           |      |
| Beth Leavel                        | The Drowsy Chaperone                       | The Drowsy Chaperone / Beatrice Stockwell |      |
| Carolee Carmello                   | Lestat                                     | Gabrielle de Lioncourt                    |      |
| Felicia P. Fields                  | The Color Purple                           | Sofia Johnson                             |      |
| Megan Lawrence                     | The Pajama Game                            | Gladys Hotchkiss                          |      |
| Elisabeth Withers                  | The Color Purple                           | Shug Avery                                |      |
| 2007 61e cérémonie des Tony Awards |                                            |                                           |      |
| Mary Louise Wilson                 | Grey Gardens                               | 'Big Edie' Beale                          |      |
| Charlotte d'Amboise                | A Chorus Line                              | Cassie Ferguson                           |      |
| Rebecca Luker                      | Mary Poppins                               | Winifred Banks                            |      |
| Orfeh                              | Legally Blonde                             | Paulette Bonafonté                        |      |
| Karen Ziemba                       | Curtains                                   | Georgia Hendricks                         |      |
| 2008 62e cérémonie des Tony Awards |                                            |                                           |      |
| Laura Benanti                      | Gypsy                                      | Louise                                    |      |
| Loretta Ables Sayre                | South Pacific                              | Bloody Mary                               |      |
| De'Adre Aziza                      | Passing Strange                            | Edwina / Marianna / Sudabey               |      |
| Andrea Martin                      | Young Frankenstein                         | Frau Blücher                              |      |
| Olga Merediz                       | In the Heights                             | Abuela Claudia                            |      |
| 2009 63e cérémonie des Tony Awards |                                            |                                           |      |
| Karen Olivo                        | West Side Story                            | Anita                                     |      |
| Jennifer Damiano                   | Next to Normal                             | Natalie Goodman                           |      |
| Haydn Gwynne                       | Billy Elliot, the Musical                  | Georgia Wilkinson                         |      |
| Carole Shelley                     | Billy Elliot, the Musical                  | Grandma                                   |      |
| Martha Plimpton                    | Pal Joey                                   | Gladys Bumps                              |      |

### Années 2010
| Année                              | Actrice                                          | Comédie musicale                   | Rôle |
| ---------------------------------- | ------------------------------------------------ | ---------------------------------- | ---- |
| 2010 64e cérémonie des Tony Awards |                                                  |                                    |      |
| Katie Finneran                     | Promises, Promises                               | Marge MacDougall                   |      |
| Barbara Cook                       | Sondheim on Sondheim                             | Plusieurs rôles                    |      |
| Angela Lansbury                    | A Little Night Music                             | Madame Armfeldt                    |      |
| Karine Plantadit                   | Come Fly Away                                    | Kate                               |      |
| Lillias White                      | Fela!                                            | Funmilayo Kuti                     |      |
| 2011 65e cérémonie des Tony Awards |                                                  |                                    |      |
| Nikki M. James                     | The Book of Mormon                               | Nabulungi Hatimbi                  |      |
| Laura Benanti                      | Women on the Verge of a Nervous Breakdown        | Candela                            |      |
| Tammy Blanchard                    | How to Succeed in Business Without Really Trying | Hedy La Rue                        |      |
| Victoria Clark                     | Sister Act                                       | Mother Superior                    |      |
| Patti LuPone                       | Women on the Verge of a Nervous Breakdown        | Lucia                              |      |
| 2012 66e cérémonie des Tony Awards |                                                  |                                    |      |
| Judy Kaye                          | Nice Work If You Can Get It                      | Estonia Dulworth                   |      |
| Elizabeth A. Davis                 | Once                                             | Réza                               |      |
| Jayne Houdyshell                   | Follies                                          | Hattie Walker                      |      |
| Jessie Mueller                     | On a Clear Day You Can See Forever               | Melinda Wells                      |      |
| Da'Vine Joy Randolph               | Ghost the Musical                                | Oda Mae Brown                      |      |
| 2013 67e cérémonie des Tony Awards |                                                  |                                    |      |
| Andrea Martin                      | Pippin                                           | Berthe                             |      |
| Annaleigh Ashford                  | Kinky Boots                                      | Lauren                             |      |
| Victoria Clark                     | Cinderella                                       | Marie / Fairy Godmother            |      |
| Keala Settle                       | Hands on a Hardbody                              | Norma Valverde                     |      |
| Lauren Ward                        | Matilda the Musical                              | Miss Jennifer "Jenny" Honey        |      |
| 2014 68e cérémonie des Tony Awards |                                                  |                                    |      |
| Lena Hall                          | Hedwig and the Angry Inch                        | Yitzhak                            |      |
| Linda Emond                        | Cabaret                                          | Fräulein Schneider                 |      |
| Anika Larsen                       | Beautiful: The Carole King Musical               | Cynthia Weil                       |      |
| Adriane Lenox                      | After Midnight                                   | Plusieurs rôles                    |      |
| Lauren Worsham                     | A Gentleman's Guide to Love and Murder           | Phoebe D'Ysquith                   |      |
| 2015 69e cérémonie des Tony Awards |                                                  |                                    |      |
| Ruthie Ann Miles                   | The King and I                                   | Lady Thiang                        |      |
| Victoria Clark                     | Gigi                                             | Mamita                             |      |
| Judy Kuhn                          | Fun Home                                         | Helen Fontana Bechdel              |      |
| Sydney Lucas                       | Fun Home                                         | Petite Alison                      |      |
| Emily Skeggs                       | Fun Home                                         | Moyenne Alison                     |      |
| 2016 70e cérémonie des Tony Awards |                                                  |                                    |      |
| Renée Elise Goldsberry             | Hamilton                                         | Angelica Schuyler                  |      |
| Danielle Brooks                    | The Color Purple                                 | Sofia Johnson                      |      |
| Jane Krakowski                     | She Loves Me                                     | Ilona Ritter                       |      |
| Jennifer Simard                    | Disaster!                                        | Sister Mary Downy                  |      |
| Adrienne Warren                    | Shuffle Along (en)                               | Gertrude Saunders / Florence Mills |      |
| 2017 71e cérémonie des Tony Awards |                                                  |                                    |      |
| Rachel Bay Jones                   | Dear Evan Hansen                                 | Heidi Hansen                       |      |
| Kate Baldwin                       | Hello, Dolly!                                    | Irene Molloy                       |      |
| Stephanie J. Block                 | Falsettos                                        | Trina                              |      |
| Jenn Colella                       | Come from Away                                   | Annette, Beverley Bass et autres   |      |
| Mary Beth Peil                     | Anastasia                                        | Dagmar de Danemark                 |      |
| 2018 72e cérémonie des Tony Awards |                                                  |                                    |      |
| Lindsay Mendez                     | Carousel                                         | Carrie Pipperidge                  |      |
| Ariana DeBose                      | Summer: The Donna Summer Musical                 | Disco Donna                        |      |
| Renée Fleming                      | Carousel                                         | Nettie Fowler                      |      |
| Ashley Park                        | Mean Girls                                       | Gretchen Wieners                   |      |
| Diana Rigg                         | My Fair Lady                                     | Mrs. Higgins                       |      |
| 2019 73e cérémonie des Tony Awards |                                                  |                                    |      |
| Ali Stroker                        | Oklahoma!                                        | Ado Annie Carnes                   |      |
| Lilli Cooper                       | Tootsie                                          | Julie Nichols                      |      |
| Amber Gray                         | Hadestown                                        | Perséphone                         |      |
| Sarah Stiles                       | Tootsie                                          | Sandy Lester                       |      |
| Mary Testa                         | Oklahoma!                                        | Aunt Eller                         |      |

### Années 2020
| Année                              | Actrice                                        | Comédie musicale                                 | Rôle |
| ---------------------------------- | ---------------------------------------------- | ------------------------------------------------ | ---- |
| 2020 74e cérémonie des Tony Awards |                                                |                                                  |      |
| Lauren Patten                      | Jagged Little Pill                             | Jo Taylor                                        |      |
| Kathryn Gallagher                  | Jagged Little Pill                             | Bella Fox                                        |      |
| Celia Rose Gooding                 | Jagged Little Pill                             | Frankie Healy                                    |      |
| Robyn Hurder                       | Moulin Rouge!                                  | Nini Legs-in-the-Air                             |      |
| Myra Lucretia Taylor               | Tina: The Tina Turner Musical                  | Gran Georgeanna                                  |      |
| 2022 75e cérémonie des Tony Awards |                                                |                                                  |      |
| Patti LuPone                       | Company                                        | Joanne                                           |      |
| Jeannette Bayardelle               | Girl from the North Country                    | Mrs. Neilsen                                     |      |
| Shoshana Bean                      | Mr. Saturday Night                             | Susan Young                                      |      |
| Jayne Houdyshell                   | The Music Man                                  | Eulalie McKechnie Shinn                          |      |
| L Morgan Lee                       | A Strange Loop                                 | Thought 1                                        |      |
| Jennifer Simard                    | Company                                        | Sarah                                            |      |
| 2023 76e cérémonie des Tony Awards |                                                |                                                  |      |
| Bonnie Milligan                    | Kimberly Akimbo                                | Tante Debra                                      |      |
| Julia Lester                       | Into the Woods                                 | Little Red Ridinghood                            |      |
| Ruthie Ann Miles                   | Sweeney Todd: The Demon Barber of Fleet Street | The Beggar Woman                                 |      |
| NaTasha Yvette Williams            | Some Like It Hot                               | Sweet Sue                                        |      |
| Betsy Wolfe                        | & Juliet                                       | Anne Hathaway                                    |      |
| 2024 77e cérémonie des Tony Awards |                                                |                                                  |      |
| Kecia Lewis                        | Hell's Kitchen                                 | Miss Liza Jane                                   |      |
| Shoshana Bean                      | Hell's Kitchen                                 | Jersey                                           |      |
| Amber Iman                         | Lempicka                                       | Rafaela                                          |      |
| Nikki M. James                     | Suffs                                          | Ida B. Wells                                     |      |
| Leslie Rodriguez Kritzer           | Monty Python's Spamalot                        | la Dame du Lac                                   |      |
| Lindsay Mendez                     | Merrily We Roll Along                          | Mary Flynn                                       |      |
| Bebe Neuwirth                      | Cabaret at the Kit Kat Club                    | Fraulein Schneider                               |      |
| 2025 78e cérémonie des Tony Awards |                                                |                                                  |      |
| Natalie Venetia Belcon             | Buena Vista Social Club                        | Omara Portuondo                                  |      |
| Julia Knitel                       | Dead Outlaw                                    | Helen McCurdy / Maggie Johnson / Millicent Esper |      |
| Gracie Lawrence                    | Just in Time                                   | Connie Francis                                   |      |
| Justina Machado                    | Real Women Have Curves                         | Carmen Garcia                                    |      |
| Joy Woods                          | Gypsy                                          | Louise                                           |      |

## Multiple vainqueurs
2 victoires
- Judy Kaye
- Andrea Martin
- Audra McDonald

## Nominations multiples
| 5 Nominations - Andrea Martin 4 Nominations - Laura Benanti 3 Nominations - Victoria Clark - Judy Kaye - Jane Krakowski - Mary Testa - Karen Ziemba | 2 Nominations - Tammy Blanchard - Gretha Boston - Barbara Cook - Helen Gallagher - Cady Huffman - Patsy Kelly - Judy Kuhn - Marcia Lewis - Priscilla Lopez - Patti LuPone - Julienne Marie - Millicent Martin - Audra McDonald - Mary Beth Peil - Josephine Premice - Chita Rivera - Louise Troy - Lillias White - Mary Louise Wilson |